# The Latest
The Latest es un álbum de estudio de la banda estadounidense Cheap Trick, publicado el 23 de junio de 2009. Se realizó un vídeo musical para la canción "When The Lights Are Out", cover de la agrupación Slade. También se produjo un vídeo para la canción "Sick Man of Europe".
La canción "Sleep Forever" fue escrita en memoria de un amigo fallecido. "Miss Tomorrow" fue originalmente un lado-b del álbum homónimo de Robin Zander de 1993.

## Lista de canciones
1. "Sleep Forever" - 1:37
2. "When the Lights Are Out" (cover de Slade) - 3:26
3. "Miss Tomorrow" - 4:11
4. "Sick Man of Europe" - 2:08
5. "These Days" - 2:44
6. "Miracle" - 3:47
7. "Everyday You Make Me Crazy" - 1:17
8. "California Girl" - 2:47
9. "Everybody Knows" - 4:16
10. "Alive" - 3:36
11. "Times of Our Lives" - 3:59
12. "Closer, The Ballad of Burt and Linda" - 3:00
13. "Smile" - 4:12

## Créditos
- Robin Zander: voz, guitarra
- Rick Nielsen: guitarra, coros
- Tom Petersson: bajo, coros
- Bun E. Carlos: batería